# Marcia Neugebauer
Marcia Neugebauer (New York City, 27 settembre 1932) è una fisica, geofisica e astrofisica statunitense.
I suoi studi hanno prodotto le prime misurazioni dirette del vento solare e fatto luce sulla sua fisica e sull'interazione con le comete.

## Vita
Marcia Neugebauer è nata a New York City. Ha conseguito una laurea in Fisica presso l'Università Cornell nel 1954, seguita da un master in Fisica presso l'Università dell'Illinois a Urbana nel 1956. Ha ricevuto un dottorato ad honorem in Fisica nel 1998 dall'Università del New Hampshire. È sposata con l'astrofisico Gerald Neugebauer.

## Carriera
Tra i suoi lavori principali c'è l'analisi del plasma Mariner 2, che le ha permesso di effettuare le prime misurazioni estensive del vento solare e di scoprirne le proprietà. Ha anche sviluppato strumenti analitici che orbitano intorno alla Terra, alcuni dei quali allestiti sulla Luna e altri orbitanti intorno alla Cometa di Halley.
È stata inoltre ricercatrice per molte missioni spaziali durante la sua lunga carriera con la NASA e ha ricoperto diverse posizioni dirigenziali presso il Laboratorio Propulsion.
È stata presidentessa dell'Ente Geofisico Americano dal 1994 al 1996 ed è stata redattrice della sua rivista Reviews of Geophysics. Ha inoltre presieduto il Comitato per la Fisica solare e spaziale dell'Accademia nazionale delle scienze.

## Premi e riconoscimenti
- 1967 – Premio "Scienziata della California dell'Anno"  del Museum of Science and Industry.
- Molti premi dalla NASA, tra cui l'eccezionale riconoscimento scientifico, la medaglia per la leadership eccezionale e la medaglia per il servizio distinto (il più alto riconoscimento assegnato dalla NASA).[1]
- 1997 – è stata inserita nella 'Women in Technology International' Hall of Fame.
- 2004 – Premio William Kaula
- 2010 – Medaglia Arctowski dall'Accademia Nazionale delle Scienze "per aver stabilito definitivamente l'esistenza del vento solare, fondamentale per comprendere la fisica dell'eliosfera, e per aver chiarito molti delle sue proprietà chiave."[2]
- 2010 – Premio George Ellery Hale della Divisione di Fisica Solare dell'American Astronomical Society "per i suoi contributi fondamentali alla scoperta del vento solare e il suo ampio e continuo contributo alla fisica eliosferica solare".[3]